# Ut unum sint
Ut Unum Sint je papeška okrožnica (enciklika), ki jo je napisal papež Janez Pavel II. leta 1995.
V okrožnici je papež izpostavil ekumenski odnos s pravoslavjem in drugimi krščanskimi cerkvami.